# Ercilia Pepín
Ercilia Pepín (7 de diciembre de 1886 - 14 de junio de 1939) fue una educadora, escritora, civilista, activista, actriz y sufragista dominicana y una de las grandes mujeres de República Dominicana, dedicada al bienestar y preservación de la patria dominicana, a través del Magisterio. Es considerada un ejemplo de todas las mujeres dominicanas, por sus labores y aportes a la educación de la República Dominicana.

## Biografía
Ercilia Pepín nació el 7 de diciembre de 1886 en la ciudad de Santiago de los Caballeros. Era hija de don José Pepín y Edelmira Estrella, y sobrina del político y militar Perico Pepín. Quedó huérfana de madre a los cinco años, siendo criada por su abuela Carlota. Gracias a su entorno familiar y social, recibió educación en diversas disciplinas como matemáticas, ciencias naturales, física y francés, impartidas por el profesor italiano Salvador Cucurullo, con quien aprendió además los idiomas italiano y francés. Desde temprana edad mostró vocación por la enseñanza.
En 1900, con solo 14 años, comenzó a ejercer como maestra en el barrio Nibaje. Más adelante fue nombrada directora de la Escuela de Niñas del Barrio Marilope (1906) y en 1908 asumió la docencia en la Escuela Superior de Señoritas, sustituyendo a su antiguo profesor Cucurullo. Aplicó los métodos pedagógicos racionalistas del educador antillano Eugenio María de Hostos, promoviendo importantes innovaciones en la enseñanza como el uso del uniforme escolar, el respeto entre maestros y alumnos, la introducción de asignaturas como dibujo, trabajos manuales, gimnasia, canto coreado y el uso de mapas.
Además, fomentó el respeto a los símbolos patrios, encargó la creación de himnos y promovió valores cívicos y patrióticos. A los 25 años, ya era considerada una líder cívica y educadora ejemplar en Santiago. Fue también una pionera en el movimiento feminista dominicano, luchando por los derechos de la mujer y promoviendo una enseñanza moral y nacionalista.

## Trayectoria
En 1913 recibió el título de Maestra Normal con Mención de Honor y de inmediato emprendió una campaña para establecer un Instituto Profesional de Enseñanza Superior en Santiago. El instituto fue fundado en 1915, impartiendo carreras como Medicina, Derecho y Farmacia. Ercilia estudió medicina hasta que la ocupación militar estadounidense de 1916 forzó el cierre del centro. Se opuso activamente a dicha intervención, organizando conferencias patrióticas, exigiendo respeto a los símbolos nacionales y negándose a participar en eventos oficiales del gobierno interventor.
En 1920 fundó el Colegio México de Señoritas. Fue reconocida y homenajeada por importantes figuras del pensamiento nacional como Fabio Fiallo, Félix Evaristo Mejía y los hermanos Henríquez y Carvajal. En 1924, al retirarse las tropas estadounidenses, encabezó el acto de izamiento de la bandera dominicana en la Fortaleza San Luis, utilizando una bandera confeccionada por sus alumnas. En 1928 promovió la confección y envío de una bandera dominicana en honor a Augusto César Sandino, en un acto de solidaridad con Nicaragua.
Fue declarada Hija Benemérita de Santiago en 1925. Viajó por América y Europa en 1926. En 1930, durante el ascenso de Rafael L. Trujillo, fue destituida como directora del Colegio México por manifestar su pesar ante la muerte del profesor Andrés Perezo, colocando una bandera a media asta. A pesar de su destitución, continuó con sus labores docentes de forma privada. Trujillo cubrió los gastos médicos de una enfermedad renal que le fue diagnosticada años después.
Ercilia Pepín falleció el 14 de junio de 1939. Es considerada una de las grandes mujeres de la historia dominicana por su legado como educadora, intelectual y defensora de los valores patrióticos.

## Logros
- A la edad de 14 años inicia formalmente su carrera como maestra en una escuela para niñas.

- A los 20 años, es nombrada como directora de la Escuela de Niñas del Barrio Marilopez de Santiago de los Caballeros.

- A la edad de 22 años, asume la responsabilidad como maestra de las áreas educativas de Matemáticas, Ciencias Físicas y Naturales, en la Escuela Superior de Señoritas, sustituyendo a su profesor Salvador Cucurullo.

- Ercilia fue quien dispuso el uso de uniforme escolar por primera vez en República Dominicana y el uso de un lenguaje respetuoso entre maestros/as y alumnos/as.

- Introdujo en las escuelas la asignatura de dibujo y el uso de mapas.

- Ercilia Pepín fue la primera mujer dominicana en iniciar el movimiento feminista en el país, elevando su voz en defensa de los derechos de la mujer.

- En 1920 funda el Colegio México de Señoritas, entre otros.